# Jiří Havlis
Jiří Havlis (født 16. november 1932 i Majdalena, død 31. januar 2010 i Třeboň) var en tjekkoslovakisk roer og olympisk guldvinder.

## Rokarriere
Havlis stillede ved OL 1952 i Helsinki op i den tjekkoslovakiske firer med styrmand sammen med Karel Mejta, Jan Jindra, Stanislav Lusk og styrmand Miroslav Koranda. Tjekkoslovakerne vandt deres indledende heat og deres semifinale, og i finalen sikrede de sig guldet med tre sekunders forspring til Schweiz, mens USA fik bronze.
Med samme besætning vandt Tjekkoslovakiet EM-guldmedalje i 1953 og bronzemedalje (denne gang med en anden styrmand) i 1954.

## OL-medaljer
- 1952:  Guld i firer med styrmand